# Lista över fornlämningar i Södertälje kommun (Mörkö)
Lista över fornlämningar i Södertälje kommun (Mörkö) är en förteckning av ett urval av de fornlämningar som finns i Mörkö i Södertälje kommun.
| Namn                      | Lämningstyp      | Tillkomsttid | Historisk indelning | Plats | Läge                 | ID-nr          | Bild                                      |
| ------------------------- | ---------------- | ------------ | ------------------- | ----- | -------------------- | -------------- | ----------------------------------------- |
| Mörkö 3:1                 | Hög              |              | Mörkö, Södermanland |       | 59.029973, 17.671204 | 10005500030001 | Ladda upp en bild av detta fornminne      |
| Mörkö 4:1                 | Hög              |              | Mörkö, Södermanland |       | 59.020961, 17.668984 | 10005500040001 | Ladda upp en bild av detta fornminne      |
| Mörkö 4:2                 | Hög              |              | Mörkö, Södermanland |       | 59.020973, 17.668741 | 10005500040002 | Ladda upp en bild av detta fornminne      |
| Mörkö 4:3                 | Hög              |              | Mörkö, Södermanland |       | 59.020874, 17.668754 | 10005500040003 | Ladda upp en bild av detta fornminne      |
| Mörkö 4:4                 | Stensättning     |              | Mörkö, Södermanland |       | 59.020776, 17.668662 | 10005500040004 | Ladda upp en bild av detta fornminne      |
| Mörkö 5:1                 | Stensättning     |              | Mörkö, Södermanland |       | 59.021716, 17.667417 | 10005500050001 | Ladda upp en bild av detta fornminne      |
| Mörkö 6:1                 | Stensättning     |              | Mörkö, Södermanland |       | 59.018422, 17.656857 | 10005500060001 | Ladda upp en bild av detta fornminne      |
| Mörkö 9:1                 | Gravfält         |              | Mörkö, Södermanland |       | 59.020424, 17.664363 | 10005500090001 | Ladda upp en bild av detta fornminne      |
| Mörkö 14:1                | Gravfält         |              | Mörkö, Södermanland |       | 59.015616, 17.663531 | 10005500140001 | Ladda upp en bild av detta fornminne      |
| Mörkö 15:1                | Hög              |              | Mörkö, Södermanland |       | 59.020178, 17.666894 | 10005500150001 | Ladda upp en bild av detta fornminne      |
| Mörkö 19:1                | Stensättning     |              | Mörkö, Södermanland |       | 59.016505, 17.672298 | 10005500190001 | Ladda upp en bild av detta fornminne      |
| Mörkö 19:2                | Stensättning     |              | Mörkö, Södermanland |       | 59.016370, 17.672217 | 10005500190002 | Ladda upp en bild av detta fornminne      |
| Mörkö 19:3                | Stensättning     |              | Mörkö, Södermanland |       | 59.016351, 17.672448 | 10005500190003 | Ladda upp en bild av detta fornminne      |
| Mörkö 19:4                | Stensättning     |              | Mörkö, Södermanland |       | 59.016420, 17.672660 | 10005500190004 | Ladda upp en bild av detta fornminne      |
| Mörkö 20:1                | Gravfält         |              | Mörkö, Södermanland |       | 59.017570, 17.671384 | 10005500200001 | Ladda upp en bild av detta fornminne      |
| Mörkö 21:1                | Gravfält         |              | Mörkö, Södermanland |       | 59.018506, 17.671089 | 10005500210001 | Ladda upp en bild av detta fornminne      |
| Mörkö 22:1                | Fornborg         |              | Mörkö, Södermanland |       | 59.015079, 17.694070 | 10005500220001 | Ladda upp en bild av detta fornminne      |
| Mörkö 24:1                | Fornborg         |              | Mörkö, Södermanland |       | 58.965867, 17.654948 | 10005500240001 | Ladda upp en bild av detta fornminne      |
| Mörkö 35:1                | Stensättning     |              | Mörkö, Södermanland |       | 58.951532, 17.665485 | 10005500350001 | Ladda upp en bild av detta fornminne      |
| Väggberget (Mörkö 37:1)   | Fornborg         |              | Mörkö, Södermanland |       | 58.955395, 17.678101 | 10005500370001 | Ladda upp en bild av detta fornminne      |
| Tabors berg (Mörkö 43:1)  | Fornborg         |              | Mörkö, Södermanland |       | 58.934783, 17.679235 | 10005500430001 | Ladda upp en bild av detta fornminne      |
| Mörkö 48:1                | Hög              |              | Mörkö, Södermanland |       | 59.054282, 17.678583 | 10005500480001 | Ladda upp en bild av detta fornminne      |
| Mörkö 49:1                | Gravfält         |              | Mörkö, Södermanland |       | 59.048001, 17.665880 | 10005500490001 | Ladda upp en bild av detta fornminne      |
| Mörkö 64:1                | Gravfält         |              | Mörkö, Södermanland |       | 59.031242, 17.669484 | 10005500640001 | Ladda upp en bild av detta fornminne      |
| Sö 22 (Mörkö 67:1)        | Runristning      |              | Mörkö, Södermanland | Håga  | 58.998384, 17.664339 | 10005500670001 | Ladda upp en till bild av detta fornminne |
| Dyvens backe (Mörkö 68:1) | Gravfält         |              | Mörkö, Södermanland |       | 58.992231, 17.656161 | 10005500680001 | Ladda upp en bild av detta fornminne      |
| Mörkö 69:1                | Hög              |              | Mörkö, Södermanland |       | 58.990232, 17.650862 | 10005500690001 | Ladda upp en bild av detta fornminne      |
| Mörkö 70:1                | Gravfält         |              | Mörkö, Södermanland |       | 58.989459, 17.651148 | 10005500700001 | Ladda upp en bild av detta fornminne      |
| Mörkö 73:1                | Hög              |              | Mörkö, Södermanland |       | 58.990734, 17.659613 | 10005500730001 | Ladda upp en bild av detta fornminne      |
| Mörkö 74:1                | Stensättning     |              | Mörkö, Södermanland |       | 58.991311, 17.659980 | 10005500740001 | Ladda upp en bild av detta fornminne      |
| Mörkö 75:1                | Stensättning     |              | Mörkö, Södermanland |       | 59.005204, 17.662329 | 10005500750001 | Ladda upp en bild av detta fornminne      |
| Mörkö 75:2                | Stensättning     |              | Mörkö, Södermanland |       | 59.005288, 17.662174 | 10005500750002 | Ladda upp en bild av detta fornminne      |
| Mörkö 76:1                | Stensättning     |              | Mörkö, Södermanland |       | 59.005483, 17.662834 | 10005500760001 | Ladda upp en bild av detta fornminne      |
| Mörkö 77:1                | Stensättning     |              | Mörkö, Södermanland |       | 59.003375, 17.659480 | 10005500770001 | Ladda upp en bild av detta fornminne      |
| Mörkö 78:1                | Stensättning     |              | Mörkö, Södermanland |       | 59.011811, 17.653111 | 10005500780001 | Ladda upp en bild av detta fornminne      |
| Mörkö 78:2                | Stensättning     |              | Mörkö, Södermanland |       | 59.011650, 17.653101 | 10005500780002 | Ladda upp en bild av detta fornminne      |
| Mörkö 78:3                | Stensättning     |              | Mörkö, Södermanland |       | 59.011724, 17.652966 | 10005500780003 | Ladda upp en bild av detta fornminne      |
| Mörkö 79:3                | Stensättning     |              | Mörkö, Södermanland |       | 59.012406, 17.660028 | 10005500790003 | Ladda upp en bild av detta fornminne      |
| Mörkö 80:1                | Gravfält         |              | Mörkö, Södermanland |       | 59.001092, 17.656559 | 10005500800001 | Ladda upp en bild av detta fornminne      |
| Mörkö 81:1                | Röse             |              | Mörkö, Södermanland |       | 59.006224, 17.644074 | 10005500810001 | Ladda upp en bild av detta fornminne      |
| Mörkö 82:1                | Gravfält         |              | Mörkö, Södermanland |       | 58.997004, 17.639167 | 10005500820001 | Ladda upp en bild av detta fornminne      |
| Mörkö 83:1                | Gravfält         |              | Mörkö, Södermanland |       | 58.992067, 17.636418 | 10005500830001 | Ladda upp en bild av detta fornminne      |
| Mörkö 84:1                | Fornborg         |              | Mörkö, Södermanland |       | 59.010750, 17.666110 | 10005500840001 | Ladda upp en bild av detta fornminne      |
| Fruberget (Mörkö 85:1)    | Fornborg         |              | Mörkö, Södermanland |       | 59.007744, 17.666108 | 10005500850001 | Ladda upp en bild av detta fornminne      |
| Mörkö 86:1                | Gravfält         |              | Mörkö, Södermanland |       | 59.005466, 17.675134 | 10005500860001 | Ladda upp en bild av detta fornminne      |
| Mörkö 91:1                | Stensättning     |              | Mörkö, Södermanland |       | 59.002187, 17.672639 | 10005500910001 | Ladda upp en bild av detta fornminne      |
| Mörkö 92:1                | Stensättning     |              | Mörkö, Södermanland |       | 59.001881, 17.667849 | 10005500920001 | Ladda upp en bild av detta fornminne      |
| Mörkö 93:1                | Gravfält         |              | Mörkö, Södermanland |       | 59.001604, 17.667048 | 10005500930001 | Ladda upp en bild av detta fornminne      |
| Mörkö 95:1                | Stensättning     |              | Mörkö, Södermanland |       | 59.000291, 17.666287 | 10005500950001 | Ladda upp en bild av detta fornminne      |
| Mörkö 96:1                | Gravfält         |              | Mörkö, Södermanland |       | 59.001003, 17.667243 | 10005500960001 | Ladda upp en bild av detta fornminne      |
| Mörkö 97:1                | Gravfält         |              | Mörkö, Södermanland |       | 58.993601, 17.672483 | 10005500970001 | Ladda upp en bild av detta fornminne      |
| Mörkö 99:1                | Gravfält         |              | Mörkö, Södermanland |       | 58.994266, 17.676094 | 10005500990001 | Ladda upp en bild av detta fornminne      |
| Mörkö 100:1               | Hög              |              | Mörkö, Södermanland |       | 58.992279, 17.689109 | 10005501000001 | Ladda upp en bild av detta fornminne      |
| Mörkö 100:2               | Stensättning     |              | Mörkö, Södermanland |       | 58.992228, 17.688967 | 10005501000002 | Ladda upp en bild av detta fornminne      |
| Mörkö 100:3               | Hög              |              | Mörkö, Södermanland |       | 58.992134, 17.688683 | 10005501000003 | Ladda upp en bild av detta fornminne      |
| Mörkö 103:1               | Hög              |              | Mörkö, Södermanland |       | 58.987731, 17.684122 | 10005501030001 | Ladda upp en bild av detta fornminne      |
| Mörkö 103:2               | Hög              |              | Mörkö, Södermanland |       | 58.987651, 17.684065 | 10005501030002 | Ladda upp en bild av detta fornminne      |
| Mörkö 104:1               | Hög              |              | Mörkö, Södermanland |       | 58.988870, 17.684682 | 10005501040001 | Ladda upp en bild av detta fornminne      |
| Mörkö 104:2               | Hög              |              | Mörkö, Södermanland |       | 58.988658, 17.684477 | 10005501040002 | Ladda upp en bild av detta fornminne      |
| Mörkö 104:3               | Hög              |              | Mörkö, Södermanland |       | 58.988418, 17.684340 | 10005501040003 | Ladda upp en bild av detta fornminne      |
| Mörkö 105:1               | Stensättning     |              | Mörkö, Södermanland |       | 58.989551, 17.684237 | 10005501050001 | Ladda upp en bild av detta fornminne      |
| Mörkö 107:2               | Stensättning     |              | Mörkö, Södermanland |       | 58.989333, 17.662363 | 10005501070002 | Ladda upp en bild av detta fornminne      |
| Mörkö 108:1               | Gravfält         |              | Mörkö, Södermanland |       | 58.984515, 17.660140 | 10005501080001 | Ladda upp en bild av detta fornminne      |
| Mörkö 109:1               | Stensättning     |              | Mörkö, Södermanland |       | 58.987067, 17.645792 | 10005501090001 | Ladda upp en bild av detta fornminne      |
| Mörkö 110:1               | Gravfält         |              | Mörkö, Södermanland |       | 58.986212, 17.643576 | 10005501100001 | Ladda upp en bild av detta fornminne      |
| Mörkö 112:1               | Gravfält         |              | Mörkö, Södermanland |       | 58.987698, 17.673458 | 10005501120001 | Ladda upp en bild av detta fornminne      |
| Mörkö 113:1               | Gravfält         |              | Mörkö, Södermanland |       | 58.990860, 17.671113 | 10005501130001 | Ladda upp en bild av detta fornminne      |
| Mörkö 114:1               | Stensättning     |              | Mörkö, Södermanland |       | 58.986501, 17.677153 | 10005501140001 | Ladda upp en bild av detta fornminne      |
| Mörkö 114:2               | Stensättning     |              | Mörkö, Södermanland |       | 58.986355, 17.677300 | 10005501140002 | Ladda upp en bild av detta fornminne      |
| Mörkö 117:1               | Gravfält         |              | Mörkö, Södermanland |       | 58.995917, 17.680657 | 10005501170001 | Ladda upp en bild av detta fornminne      |
| Mörkö 118:1               | Stensättning     |              | Mörkö, Södermanland |       | 58.983598, 17.660682 | 10005501180001 | Ladda upp en bild av detta fornminne      |
| Mörkö 122:1               | Röse             |              | Mörkö, Södermanland |       | 58.989617, 17.626113 | 10005501220001 | Ladda upp en bild av detta fornminne      |
| Mörkö 125:1               | Röse             |              | Mörkö, Södermanland |       | 58.989023, 17.629084 | 10005501250001 | Ladda upp en bild av detta fornminne      |
| Mörkö 126:1               | Fästning/skans   |              | Mörkö, Södermanland |       | 58.989961, 17.623247 | 10005501260001 | Ladda upp en bild av detta fornminne      |
| Mörkö 128:1               | Stensättning     |              | Mörkö, Södermanland |       | 59.054546, 17.684206 | 10005501280001 | Ladda upp en bild av detta fornminne      |
| Mörkö 142:1               | Stensättning     |              | Mörkö, Södermanland |       | 58.993397, 17.636402 | 10005501420001 | Ladda upp en bild av detta fornminne      |
| Mörkö 144:1               | Fornborg         |              | Mörkö, Södermanland |       | 59.002965, 17.652269 | 10005501440001 | Ladda upp en bild av detta fornminne      |
| Mörkö 147:1               | Begravningsplats |              | Mörkö, Södermanland |       | 58.840622, 17.713570 | 10005501470001 | Ladda upp en bild av detta fornminne      |
| Mörkö 149:1               | Stensättning     |              | Mörkö, Södermanland |       | 58.994306, 17.670455 | 10005501490001 | Ladda upp en bild av detta fornminne      |
| Tegneby (Mörkö 151:1)     | Gravfält         |              | Mörkö, Södermanland |       | 59.002960, 17.655681 | 10005501510001 | Ladda upp en bild av detta fornminne      |
| Mörkö 152:1               | Stensättning     |              | Mörkö, Södermanland |       | 59.021853, 17.666430 | 10005501520001 | Ladda upp en bild av detta fornminne      |
| Mörkö 154:1               | Stensättning     |              | Mörkö, Södermanland |       | 58.982451, 17.714485 | 10005501540001 | Ladda upp en bild av detta fornminne      |
| Mörkö 156:1               | Röse             |              | Mörkö, Södermanland |       | 59.011022, 17.693415 | 10005501560001 | Ladda upp en bild av detta fornminne      |
| Mörkö 170                 | Stensättning     |              | Mörkö, Södermanland |       | 58.996530, 17.681088 | 12000000079531 | Ladda upp en bild av detta fornminne      |